# Otinotus sindellus
Otinotus sindellus är en insektsart som beskrevs av S. Ahmad och Mohammad 1990. Otinotus sindellus ingår i släktet Otinotus och familjen hornstritar. Inga underarter finns listade i Catalogue of Life.